# Богуш-Шишко, Мариан
Мариан Богуш-Шишка (пол. Marian Bohusz-Szyszko, бел. Марыян Богуш-Шышка; 15 февраля 1901 15 февраля 1901, Трокеники — 28 января 1995, Лондон) — белорусско-польский художник, искусствовед, писатель, экспрессионист, художественный критик.

## Биография
Мариан Богуш-Шишка родился в Трокениках в усадьбе Антона Богуша-Шишки и Станиславы Козел-Паклевской. В 1909 году между родителями произошёл разлад. Станислава бросила своего мужа и хотела выехать за границу с сыном. Однако Антон был категорически противно выезда ребёнка. Из-за этого в доме постоянно происходили скандалы.
После развода родителей Мариан жил с матерью и отчимом Адамом Висланским в поместье Верачата у озеро Мядель. Здесь родились его сёстры Анна и Марьяна.
В 1915 году, в связи с приближением фронта, семья вынуждена покинула имение и переехала в Вильно. Здесь Мариян учился в русской гимназии. В 1917 году он перевёлся в польскую гимназию имени короля Зигмунда Августа. В 1918—1920 годах на добровольной основе служил в польской армии, принимал участие в советско-польской войне.
Далее юноша три года учился изобразительному искусству в Виленском университете, став учеником Фердинанда Рущица. С 1923 по 1927 год Мариан Богуш-Шишка учился в Краковской академии искусств.
В 1927 году приехал в Кобрин, где преподавал математику и живопись в местной школе.
В 1939 году художник был мобилизирован в польскую армию, участвовал в боях, попал в плен и до конца войны находился в концентрационных лагерях. Во время пребывания в неволе Богуш-Шишка провёл около 1700 уроков по математике для пленных слушателей. Здесь он написал свой учебник по математическому анализу. Как художник он прочитал около 200 докладов по истории и теории искусства, а также создал около 400 портретов (преимущественно карандашом) своих пленных друзей.
После освобождения уехал по приглашению двоюродного брата генерала Зигмунта Богуш-Шишки в Италию. Здесь он организовал курсы по истории искусства для польских солдат и офицеров. 11 ноября 1946 года Богуш-Шишка переехал в Великобританию, где руководил школой мольбертной живописи, которую закончили многие известные мастера.
В 1979 году за вклад в дело развития искусства Мариан Богуш-Шишка получил почётное звание президента Союза польских художников в Великобритании. Кроме индивидуальных выставок художника в Лондоне, Богуш-Шишка принимал участие в выставках в Риме, Флоренции, Париже, Гамбурге и других городах Европы.
7 февраля 1973 года прошла юбилейная выставка по случаю 50-летия творческой деятельности художника. За заслуги в деле развития искусство Богуш-Шишка неоднократно получал многочисленные награды. В 1982 году в Лондоне издана его книга «Об искусстве».
Умер 28 января 1995 года в лондонском хосписе в возрасте 94 лет.